# Paliwo lotnicze

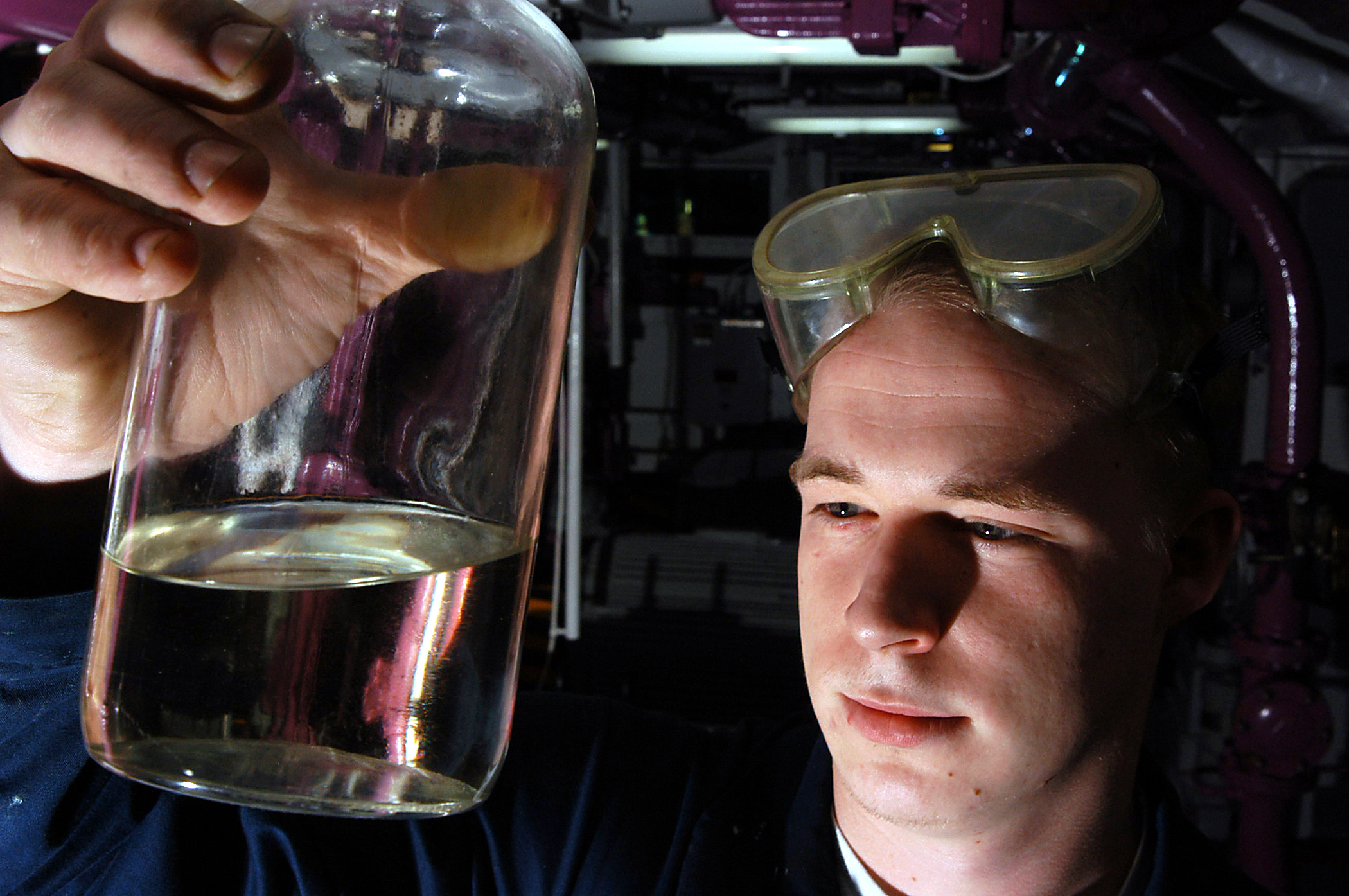
Próbka paliwa lotniczego JP-5

Paliwo lotnicze – rodzaj paliwa stosowany do napędzania silników statków powietrznych.
Podział paliw lotniczych:
- benzyna lotnicza dla silników tłokowych (avgas) m.in. typu: 
  - niskoołowiowa (Avgas 80) w kolorze czerwonym,
  - średnioołowiowa 100LL (Avgas 100LL) w kolorze niebieskim,
  - wysokoołowiowa –100 (Avgas 100) w kolorze zielonym,
- nafty lotnicze dla silników turbinowych (jet fuel) m.in. typu:
  - w lotnictwie cywilnym według IATA : JetA-1, Jet A i Jet B,
  - w lotnictwie wojskowym według kodów NATO i STANAG 3747 odpowiednio: F-35, F-34 (JP-8), F-40 (JP-4), F 44 (JP-5).